# Hellhammer (группа)
Hellhammer — метал-группа из Швейцарии. Основана в 1982 году, распалась в 1984. Одна из первых групп, где был применен такой стиль вокала, как гроулинг. После распада группы Томас Фишер и Мартин Эрик Айн основали Celtic Frost.

## История
В 2008 году вышел Demon Entrails — сборник на двух дисках, на котором представлены все ремастированные демо группы. Томас Фишер также заявил, что пишет книгу об истории Hellhammer.

## Состав
- Томас Габриэль Фишер «Уорриор» (Tom Gabriel Fischer (Warrior) «Satanic Slaughter») — вокал, гитара (1982—1984)
- Мартин Эрик Айн[англ.] (Martin Eric Ain «Slayed Necros») — бас, бэк-вокал (1983—1984)
- Йорг Ньюбарт «Брюс Дэй» (Bruce Day «Denial Fiend/Bloodhunter») — ударные (1982—1984)
- Урс Шпренгер «Стив Уорриор» (Urs Sprenger (Steve Warrior) «Savage Damage») — бас, бэк-вокал (1982—1983)
- Стивен Пристли (Stephen Priestly «Evoked Damnator») — ударные, бас (1983)
- Махаэль Баум — бас (1983)
- Питер Эбнетер — ударные (1982)
- Винс Гаретти — гитара (1984)

## Дискография
- 1983 — Death Fiend — демозапись
- 1983 — Triumph of Death — демозапись
- 1983 — Satanic Rites — демозапись
- 1984 — Apocalyptic Raids — мини-альбом
- 1990 — Apocalyptic Raids A.D. — переиздание мини-альбома 1984 года с двумя новыми треками с компиляции Death Metal
- 2008 — Demon Entrails — сборник ремастированных демозаписей